# Unión Femenina de Chile
Unión Femenina de Chile fue una agrupación feminista de Chile, fundada y localizada en la ciudad de Valparaíso, conformada por mujeres de la élite profesional porteña. Fue creada en 1928 a partir de la celebración del cincuentenario del Decreto Amunátegui, y existió hasta 1935.

## Inicios
Durante las primeras décadas del siglo XX se fundaron numerosas organizaciones cívicas de carácter feminista a lo largo de Chile, buscando mejorar las condiciones de la mujer en diferentes aspectos de la vida social y política de la época. Muchas de ellas emergieron en el contexto de las reivindicaciones sociales del Movimiento Obrero en Chile, como los Centros Belén de Zárraga en Iquique o  El Despertar de la Mujer, en Valparaíso (1913), mientras otras tuvieron lugar entre las mujeres de la clase media emergente, en círculos intelectuales por lo general de carácter progresista pero con una fuerte actividad cívica, como el Club Social de Señoras, el Círculo de Lectura en la ciudad de Santiago, o la Liga de Mujeres Librepensadoras en Valparaíso.
La Unión Femenina de Chile, fundada en la ciudad puerto, se creó a partir de la sugerencia de Graciela Lacoste Navarro, en una celebración convocada por Aurora Argomedo, con objeto de conmemorar los cincuenta años de la firma del Decreto Amunátegui en la ciudad de Viña del Mar, decreto que permitió a las mujeres ingresar por primera vez a la universidad. Presidida por la periodista y escritora Isabel Morel, se trató de una organización eminentemente de élite, conformada por mujeres profesionales, pero apuntaba a reunir a todas las mujeres independiente de su condición económica o social. Su trabajo como organización se extendió por aproximadamente una década, durante la cual trabajaron principalmente por los derechos políticos femeninos, influyendo particularmente en la opinión pública de Valparaíso, sobre todo a través de su periódico homónimo y el semanario Nosotras, ambos dirigidos por Isabel Morel.

## Participación política
Junto a otras agrupaciones feministas conformó distintas asociaciones mayores para luchar por el voto político. Los periódicos de la asociación contribuyeron a la inserción de las mujeres en la vida política nacional, aun cuando no estuvieran facultadas para sufragar, al sumarse a las campañas electorales de los candidatos presidenciales que apoyaban, como ocurrió con el radical Juan Esteban Montero.

## Ideas e influencias
El eje principal de la Unión Femenina de Chile fue la lucha por los derechos políticos de la mujer, particularmente el derecho a sufragio femenino en Chile. No obstante, durante su funcionamiento trabajaron por diferentes causas sociales como el mejoramiento de la salud y subsistencia, aunque siempre con la situación de la mujer como foco principal, organizando cursos y charlas dirigidas al público femenino, además de una cooperativa femenina de producción y consumo destinada a paliar los tiempos de carestía.